# Cigarettes After Sex
Cigarettes After Sex — американская инди-рок-группа, основанная в 2008 году в Эль-Пасо Грегом Гонзалесом.
Группа известна своим лёгким и расслабленным музыкальным стилем, уникальным голосом Гонзалеса, а тексты песен часто основаны на темах романтики и любви. В звучании группы также заметно влияние шугейза, дрим-попа и слоукора.

## История
Cigarettes After Sex была образована Грегом Гонзалесом в 2008 году в Эль-Пасо (штат Техас). Гонзалес записал первый мини-альбом на четырёхэтажной лестнице своей альма-матер, Техасского университета в Эль-Пасо. Данная запись будет выпущена в 2012 году, и впоследствии Гонзалес назовёт её «несчастным случаем, своего рода экспериментом».
Он переезжает в Бруклин, где записывает и выпускает в 2015 году сингл «Affection» (вместе с кавером на группу REO Speedwagon «Keep On Loving You»). Одноимённая песня будет выложена на YouTube, а спустя короткое время песня «Nothing's Gonna Hurt You Baby» из первого мини-альбома быстро будет распространена на том же видеохостинге как вирусная запись. Cigarettes After Sex становятся популярными, после чего совершают гастроли по Европе, Азии и США. Чуть позже «Nothing's Gonna Hurt You Baby» прозвучит в 7-м эпизоде первого сезона сериала «Рассказ служанки», 7-м эпизоде «Грешницы», 1-м эпизоде первого сезона «Wanderlust», в 9-м эпизоде восьмого сезона «Бесстыдников», а также в 8-м эпизоде шестого сезона «Элиты». На момент января 2021 года количество просмотров видеозаписи песни в YouTube составляет около 102 млн..
9 июня 2017 года группа выпустила одноимённый дебютный студийный альбом, получивший положительные отзывы.
11 июля 2017 года группа дала свой первый концерт в России, в московском клубе «16 тонн». После этого группа также выступила в Санкт-Петербурге. Ровно через год группа снова выступила в Москве (на площадке Известия Hall), а также стала хэдлайнером петербургского фестиваля Stereoleto. Помимо этого, группа также дала свой первый концерт в Киеве. В следующем году группа снова выступила в двух российских столицах.
В 2018 году песня «К» с первого альбома прозвучала во 2-м эпизоде первого сезона «Убивая Еву».
В 2024 году группа анонсировала третий студийный альбом X's, который вышел 12 июля того же года..

## Музыкальный стиль
Значительное влияние на музыкальный стиль группы, по словам ее основателя Грега Гонзалеса, оказало творчество американского джазового музыканта второй половины XX столетия Майлза Дэвиса. Кристина Какурис в рецензии для журнала Vice описывает звучание Cigarettes After Sex как «элементарный, туманный и романтический, но с нуарными гранями». Музыкальный блог Eardrums Music описывает музыку группы как «медленную, мечтательную и красивую с прекрасным, нежным вокалом и очень хорошей лирикой», и сравнивает с американской дрим-поп группой Mazzy Star.
В число музыкальных коллективов, которые нравились Гонзалесу на определённых отрезках жизни, входят Queen, The Beatles, The Beach Boys, Portishead, Исао Томита и др.. Своей любимой исполнительницей он считает французскую певицу Франсуазу Арди, с которой в 2017 году во время гастролей в Париже ему выпала честь встретиться и поужинать.

## Состав
Нынешние участники:
- Грег Гонзалес — вокал, электрогитара, акустическая гитара, бас-гитара, авторство песен
- Рэндалл Миллер — бас-гитара
- Яков Томский — барабаны

Предыдущие участники:
- Филип Тьюбс — клавишные, электрогитара
- Грег Лия — барабаны
- Стив Херрада — клавишные
- Эмили Дэвис — акустическая гитара
- Джош Маркус — клавишные

## Дискография
Студийные альбомы
- Cigarettes After Sex (2017)
- Cry (2019)
- X's (2024)

Мини-альбомы
- I. (2012)

Синглы
- «Affection» (2015)
- «K.» (2016)
- «Apocalypse» (2017)
- «Each Time You Fall in Love» (2017)
- «Sweet» (2017)
- «Crush» (2018)
- «Sesame Syrup» (2018)
- «Neon Moon» (2018)
- «Heavenly» (2019)
- «Falling In Love» (2019)
- «You’re All I Want» (2020)
- «Pistol» (2022)
- «Bubblegum» (2023)
- «Motion Picture Soundtrack» (2023)
- «Tejano Blue» (2024)
- «Dark Vacay» (2024)

Демо
- Cigarettes After Sex (Romans 13:9) (2011)